# Dolmen von Colbas
Die ins Chalkolithikum datierten Dolmen von Colbas (oder Collebasse) liegen östlich von Saint-Cézaire-sur-Siagne im Südwesten des Département Alpes-Maritimes nahe der Grenze zum Département Var in Frankreich. Dolmen ist in Frankreich der Oberbegriff für neolithische Megalithanlagen aller Art (siehe: Französische Nomenklatur). Die Megalithanlagen wurden 1866 von Jean-Baptiste Bourguignat (1801–1876) entdeckt.

## Beschreibung
Der Dolmen Nr. 1 ist einer der größten im Département und steht seit 1989 unter Denkmalschutz. Er ist von einem Tumulus von 14,0 m Durchmesser umgeben. Die von drei Platten begrenzte Vorkammer misst 1,9 × 0,75 m und wird von drei Orthostaten begrenzt. Der Gang zwischen Vorkammer und Kammer wird durch zwei große Säulen markiert. Die Kammer misst 1,8 m × 1,5 m. Das Ganze wird durch einen 2,0 × 0,8 m messenden Gang erschlossen.
Bei der Ausgrabung wurden Keramikscherben, menschliche Knochen, ein Knochenanhänger und verschiedene Perlen (darunter eine aus Bronze) gefunden.
Dolmen Nr. 2 ist kleiner und weniger aufwendig. Sein Tumulus hat etwa 8,0 m Durchmesser. Die von vier Orthostaten begrenzte Kammer ist 2,5 m lang und 1,0 m breit. In dem kleinen Gang, vor der Kammer, wurden menschliche und tierische Knochen entdeckt.